# Bachus i Ariadna (obraz Giovanniego Pittoniego)
Bachus i Ariadna – mitologiczny obraz włoskiego malarza Giovanniego Pittoniego, powstały w 1720.